# Eugène Vanel
Eugène Vanel (Lyon, 1814 - Paris, 7 mars 1873) est un écrivain, journaliste et auteur dramatique français du XIXe siècle.

## Biographie
Directeur du Mandataire, journal des employés et des administrations et de L'Intervention universelle (1849) puis du journal politique le Frondeur, il est condamné en 1845 à un mois de prison et 200 frs d'amende pour avoir « traité de matières politiques sans avoir préalablement déposé un cautionnement ».
Auteur d'ouvrages polémiques, ses pièces ont été représentées, entre autres, au Théâtre du Panthéon et au Théâtre de la Porte-Saint-Martin.
Il dirige en 1869-1870 le Journal de la parfumerie.

## Œuvres
- 19 coups de canon !!!, À propos en 1 acte mêlé de couplets, 1838
- Les Belles Femmes de Paris, vaudeville en un acte, avec Angel, 1839
- La Chambre des députés, satire en vers à l'occasion de la translation des cendres de Napoléon, 1840
- Deux Secrets, drame en un acte, mêlés de couplets, 1840
- La Colonne de Juillet, chant patriotique sur l'air du Chant du départ, 1840
- L'Ombre de Napoléon, ou l'Arrivée de ses cendres, chant national sur l'air de la Marseillaise, 1840
- Le Roi d'Yvetot, légende historique et burlesque, 1841
- Histoire populaire de tous les théâtres de Paris, 1841
- Histoire de la censure, 1841
- Pendu ou fusillé !, comédie mêlée de chants, avec Ernest Brisson, 1843
- Le 12 et le 13 juillet, 1844
- À Napoléon III, le tombeau de l'anarchie, 1853
- À l'enfant de France, naissance et Te Deum, 1856